# Schefflera catanduanensis
Schefflera catanduanensis là một loài thực vật có hoa trong Họ Cuồng cuồng. Loài này được Merr. miêu tả khoa học đầu tiên năm 1918.